# Ареф аль-Даджани
Ареф аль-Даджани (араб. عارف الدجاني‎) — мэр города Иерусалим с 1917 по 1918 год.

## Биография
Он родился в 1856 году в Иерусалиме и стал мэром города во время Первой мировой войны. Он инициировал первый Палестинский национальный конгресс в Иерусалиме в 1919 году и потребовал независимое палестинское правительство. Он поддерживал идею федерацию Палестины с Сирией и отвергал сионистские претензии.
Ареф аль-Даджани скончался 14 апреля 1930 года.